# Effy (catch)
Taylor Gibson, né le 7 juin 1990 à Tallahassee, plus connu sous son nom de ring Effy, est un catcheur américain. Il travaille actuellement à la Game Changer Wrestling (GCW), où il est en date de juin 2025 l'actuel GCW World Champion (premier règne), et a été également une fois GCW Tag Team Champion avec Allie Katch. Il organise également les évènements sous bannière GCW Effy's Big Gay Brunch ("Le gros brunch gay de Effy"), consacrés aux catcheurs LGBT sur le circuit indépendant américain.

## Vie personnelle
Taylor Gibson nait le 7 juin 1990. Il est élevé dans un environnement très religieux, deux de ses grands-parents étaient des prédicateurs. Gibson est ouvertement gay et son soutien à la communauté LGBT est bien connu. Il a déclaré que son orientation sexuelle lui a coûté plusieurs opportunités de matchs.

## Carrière dans le catch
Le 30 août 2019, Effy fait face à Nick Gage pour le championnat du monde GCW dans un Deathmatch. Bien qu'il perde le combat, il commence alors à faire des apparitions régulières pour la Game Changer Wrestling. Le 2 octobre 2021, Effy remporte le Internet Championship en battant Matt Cardona.
Le 10 octobre 2020, Gibson organise Effy's Big Gay Brunch, le premier d'une série d'évènements consacré à des catcheurs LGBT et des alliés de la communauté. La deuxième édition se tient le 10 avril 2021, pendant le weekend de Wrestlemania.
Le 9 avril 2022, pendant l'évènement Paranoid, Effy et Allie Katch remportent le titre par équipes de la GCW,. Ils le perdent le 29 juillet à The People vs. GCW, dans un match de type WarGames impliquant 5 équipes, gagné par Los Mazicos (Ciclope et Miedo Extremo),.

## Style de catch et personnage
Gibson décrit le personnage de Effy comme une version outrancière de sa personnalité. Lorsqu'il commence sa carrière, dans une partie des États-Unis qui est religieuse et qui vote républicain, il crée son personnage comme "la version la plus gay de moi-même" pour générer des réactions houleuses. Son surnom est The Weapon of Sass Destruction, jeu de mot sur "arme de destruction massive" et sass (mot anglais pour l'insolence souvent utilisé dans un stéréotype gay).

## Palmarès et récompenses
- All-Star Wrestling Network
  - AWN Heritage Championship (1 fois)[14]
- Xtreme World Wrestling
  - XWW Hardcore Championship (1 fois)

- Atlanta Wrestling Entertainment
  - AWE Tag Team Championship (1 fois) – avec Ashton Starr[15]
- DDT Pro-Wrestling
  - Ironman Heavymetalweight Championship (1 fois)[15],[16]
- Destiny Christian Championship Wrestling
  - DCCW United States Championship (1 fois)[17]
- Elev8 Pro
  - Elev8 Pro Championship (1 fois)[18]
- FEST Wrestling 
  - FEST Wrestling Championship (2 fois)[15]
- Top Talent Wrestling
  - Top Talent Championship (1 fois)
- Freelance Wrestling
  - Freelance Legacy Championship (1 fois)
  - Freelance Tag Team Championship (1 fois) – avec Allie Katch[15]
- Game Changer Wrestling
  - GCW World Championship (1 fois, champion actuel)
  - GCW Tag Team Championship (1 fois) – avec Allie Katch[19]
- Inspire Pro Wrestling
  - Inspire Pro Pure Prestige Championship (1 fois)[15]
- NWA Southeastern Wrestling
  - SWA Southeastern Heavyweight Championship (1 fois)
  - NWA Deep South Heavyweight Championship (1 fois)[20]
- Party Hard Wrestling
  - PHW Charizona State Championship (1 fois)[15]
  - PHW Legacy Championship (1 fois)
- Prime Time Pro Wrestling 
  - PTPW 51st State Championship (1 fois, premier et dernier champion)[15]
  - Invitational Grand Prix Tournament Of Tournaments Classic International (2020)[21]
- Pro Wrestling Illustrated
  - Classé numéro 77 dans le top 500 des catcheurs individuels dans le PWI 500 en 2020[13],[22]
- Autres titres
  - Internet Championship (1 fois)[23]